# Шёргхофер, Филипп
Филипп Шёргхофер (нем. Philipp Schörghofer, род. 20 января 1983 года, Зальцбург) — австрийский горнолыжник, двукратный чемпион мира в командном первенстве (2013 и 2015), бронзовый призёр чемпионата мира 2011 года в гигантском слаломе и серебряный — в командном первенстве, участник Олимпийских игр 2010 и 2014 годов, победитель этапа Кубка мира. Специализируется в гигантском слаломе.
Бронзовый призёр чемпионата мира среди юниоров 2003 года в гигантском слаломе.
В Кубке Европы выиграл 8 этапов в гигантском слаломе в 2007—2010 годах.
В Кубке мира Шёргхофер дебютировал в конце 2006 года, в феврале 2011 года одержал свою первую, и пока единственную победу на этапе Кубка мира, в гигантском слаломе. Кроме победы на сегодняшний день имеет пять попаданий в тройку лучших на этапах Кубка мира, все в гигантском слаломе. Лучшим достижением в общем зачёте Кубка мира являются для Шёргхофера 30-е место в сезоне 2011/12. 
На Олимпиаде-2010 в Ванкувере, стал 12-м в гигантском слаломе. Через 4 года на Играх в Сочи стал 18-м в гигантском слаломе.
Использует лыжи и ботинки производства фирмы Atomic.

## Результаты на Олимпийских играх
| Олимпийские игры | Скоростной спуск | Супергигант | Гигантский слалом | Слалом | Комбинация |
| ---------------- | ---------------- | ----------- | ----------------- | ------ | ---------- |
| 2010 Ванкувер    | —                | —           | 12                | —      | —          |
| 2014 Сочи        | —                | —           | 18                | —      | —          |

## Победы на этапах Кубка мира (1)
| № | Сезон   | Дата       | Место        | Дисциплина        |
| - | ------- | ---------- | ------------ | ----------------- |
| 1 | 2010/11 | 6 фев 2011 | Хинтерштодер | Гигантский слалом |